# توسکانیا
توسکانیا (به ایتالیایی: Tuscania) یک سکونتگاه مسکونی در ایتالیا است که در استان ویتربو واقع شده‌است.

## خصوصیات
توسکانیا ۲۰۸٫۰۳ کیلومترمربع مساحت و ۸٬۲۴۵ نفر جمعیت دارد و ۱۶۵ متر بالاتر از سطح دریا واقع شده‌است.